# Recettore della somatostatina 3
Il recettore della somatostatina 3 è una proteina recettoriale codificata nell'uomo dal gene SSTR3.
La somatostatina agisce in molti siti recettoriali inibendo il rilascio di ormoni e altre proteine secretorie. Gli effetti biologici sono probabilmente mediati da una famiglia di recettori accoppiati a proteine G espressi in modalità tessuto-specifiche. In particolare SSTR3 fa parte della superfamiglia dei recettori con sette domini transmembrana ed è iperespresso a livello del cervello e delle insulae pancreatiche. Il recettore è associato funzionalmente con un'adenilato ciclasi.